# (65357) Antoniucci
(65357) Antoniucci ist ein Asteroid des Hauptgürtels, der am 12. Juni 2002 beim Campo Imperatore Near-Earth Object Survey (CINEOS, IAU-Code 599) an einem Schmidt-Teleskop auf dem italienischen Hochplateau Campo Imperatore entdeckt wurde.
Am 26. Juni 2013 wurde herausgefunden, dass sich (65357) Antoniucci dem Asteroiden (2) Pallas am 5. August 2029 auf 0,025 Astronomische Einheiten nähern wird.
(65357) Antoniucci wurde am 19. September 2005 nach dem Doktoranden Simone Antoniucci benannt, der sich als Astronom mit Protosternen beschäftigt.